# Павловский, Алексей Степанович
Алексе́й Степа́нович Павло́вский (1895—1961) — генерал-майор интендантской службы.

## Биография
Родился 25.03.1902 в Щербаковской области, Угличского района, селе Никольском .

В РККА с 08.1918.
Член ВКП(б) с 1918 года.

Участник Гражданской (на Дону, Тереке, на Кубани, в Дагестане и до конца германской) и Великой Отечественной войн.
1918—1922 гг. Южный фронт и Донской фронт. Сражался на Кубани против Деникина, Хвостикова и др. банд. Участник подавления Дагестанского восстания.

Умер в 1961 году, похоронен на Головинском кладбище в Москве.

### Звания и военная карьера
Комиссар части (1918—1922) Полковник интендантской службы; бригадный комиссар (02.01.1936); гвардии генерал-майор; генерал-майор интендантской службы (05.11.1944) (Арминтендант с начала Отечественной войны).
8 А; ИнтУ ПриВО (Интендантское+училище), штаб 21 А; 2 УкрФ, ЗакВО.

### Награды
- Орден Ленина (06.11.1944) (Указ Президиума ВС СССР от 30.04.1945 № 221/237)
- Орден Красной Звезды (27.12.1941) (Указ Президиума ВС СССР от 27.12.1941)
- Орден Красной Звезды (14.02.1943) (Указ Президиума ВС СССР от 14.02.1943)
- Орден Красного Знамени (03.11.1944) (Указ Президиума ВС СССР от 03.11.1944)
- Орден Красного Знамени (20.06.1949)(Указ Президиума ВС СССР от 20.06.1949)
- Орден Отечественной войны I степени (15.01.1944) (Приказ ВС 2 Украинского фронта от 15.01.1944 № 9/н)
- Орден Богдана Хмельницкого II степени (29.06.1945) (Указ Президиума ВС СССР от 29.06.1945)
- Юбилейная медаль: «ХХ лет РККА» (1938)
- Медаль «За оборону Сталинграда» (22.12.1942) (Указ Президиума ВС СССР от 22.12.1942)
- Медаль «За победу над Германией в Великой Отечественной войне 1941—1945 гг.» (09.05.1945) (Указ Президиума ВС СССР от 09.05.1945)